# Fabien Ronteix
Pour l’article homonyme, voir Ronteix.
Fabien Ronteix est un dessinateur, coloriste et scénariste français de bande dessinée, de manga et de webtoon, né le 22 octobre 1993. Il est notamment le dessinateur des bandes dessinées de Bernard Hinault.

## Biographie
Fabien Ronteix a suivi sa scolarité au lycée Alfred Kastler à Talence où il étudie la chaudronnerie industrielle. Il quitte l'univers du dessin industriel pour se consacrer à la bande dessinée et intègre la section des arts graphiques de l'école supérieure des métiers de l'image de Bordeaux (aujourd'hui Brassart).
Il commence sa carrière à Paris dans l'illustration publicitaire puis signe rapidement avec les éditions Mareuil son premier album de bande dessinée. Il dessine, sous l'écriture biographique de Jeff Legrand et la relecture en personne du coureur cycliste Bernard Hinault, les trois albums Objectif maillot jaune, Sur le toit du monde et Dans la légende,.
Passionné par l'univers narratif des mangas, Fabien Ronteix remporte en 2019 un concours de manga au Monaco Anime Game International Conferences présidé alors par Kazuki Takahashi, l'auteur de Yu-Gi-Oh!. En finissant second, il publie son one shot sur Shonen Jump +,.
Il participe à de nombreux albums BD collectifs avec l'éditeur Petit à Petit, notamment l'album Bordeaux II et Histoires Incroyables du Tour de France.
En 2023, Fabien Ronteix signe un webtoon sportif sur une histoire de Jeff Legrand aux éditions Dupuis. Leur webtoon est publié sur Webtoon Factory,,.

## Œuvre

### Œuvres publiées en ligne
- Gunter, one-shot, Shueisha, Shonen jump +, 2019
- Musketeer Summer Camp, webtoon, Ed Dupuis, Webtoon Factory, 2023